# Gabriele I Malaspina
Gabriele Malaspina (Fosdinovo, ... – Fosdinovo, 1390) è stato un nobile italiano.
Figlio di Galeotto I Malaspina, fu il secondo marchese di Fosdinovo.

## Biografia
Gabriele Malaspina era figlio del marchese di Fosdinovo Galeotto I Malaspina (1355-1367), nipote di Spinetta Malaspina, Signore di Fosdinovo (1340-1352). Alla morte del padre, lui e i suoi fratelli Spinetta II e Leonardo Malaspina furono allevati dalla madre Argentina Grimaldi, nobildonna genovese già vedova del marchese Morello Malaspina di Giovagallo.

In nome dei suoi figli, Argentina promosse una causa davanti all'Imperatore Carlo IV nei confronti dei parenti che, approfittando della morte di Galeotto, avevano spogliato la sua famiglia di terre e castelli. L'imperatore, in data 18 aprile 1369, diede seguito all'appello di Argentina nominando tre dottori e un avvocato della Curia romana perché risolvessero la controversia. 

Ritornati in possesso dei territori aviti, i figli Gabriele, Spinetta e Leonardo rimasero sotto la tutela di Argentina fino a quando non raggiunsero un'età che permettesse loro di governare.
Dal 1367, il primogenito Gabriele I Malaspina, almeno formalmente, detenne il titolo di Marchese di Fosdinovo il cui Marchesato è enigmaticamente avvolto nella nebbia. 

Alla sua morte, avvenuta senza legittimi eredi nel 1390, il fratello Spinetta fece ritorno a Fosdinovo per occuparsi dei suoi interessi e per definire con l'altro fratello Leonardo la suddivisione del feudo, che peraltro era tornato ad includere i domini precedentemente assegnati allo zio Guglielmo, poiché la sua progenie risultava estinta già nel 1374. Tale accordo si raggiunse tre anni dopo, nel 1393.